# Леґоґіне
Леґоґіне (груз. ლეგოგინე) — село в Грузії.
За даними перепису населення 2014 року в селі проживає 195 осіб.